# Косаутлан-де-Карвахаль
Косаутлан-де-Карвахаль (исп. Cosautlán de Carvajal) — муниципалитет в Мексике, штат Веракрус, расположен в Столичном регионе штата. Административный центр — город Косаутлан.